# Chaber alpejski
Chaber alpejski (Centaurea scabiosa subsp. alpestris) – podgatunek chabra driakiewnika z rodziny astrowatych, w niektórych ujęciach wyodrębniany w randze gatunku Centaurea alpestris. Występuje naturalnie w górach Europy – od Hiszpanii po Półwysep Krymski. W Polsce rośnie tylko w Tatrach i Pieninach.

## Morfologia
PokrójRoślina zielna, osiąga 30–60 cm.
LiścieUłożone skrętolegle, pierzastosieczne, owłosione.
KwiatyKwiaty purpurowe, zebrane w koszyczek w kulistej okrywie.

## Biologia i ekologia
Roślina kwitnie od czerwca do sierpnia. Rośnie na zboczach i wapiennych półkach skalnych.